# Poix (Évoissons)
Der Poix (frz.: Rivière de Poix) ist ein Fluss in Frankreich, der im Département Somme in der Region Hauts-de-France verläuft. Er entspringt zwischen den Weilern Brettencourt und Souplicourt im Gemeindegebiet von Hescamps, entwässert generell in östlicher Richtung und mündet nach 14 Kilometern knapp unterhalb von Famechon, jedoch bereits im Gemeindegebiet von Frémontiers als linker Nebenfluss in die Évoissons. Er wird mitunter auch als nördlicher Arm der Évoissons bezeichnet.

## Orte am Fluss
(Reihenfolge in Fließrichtung)
- Sainte-Segrée
- Thieulloy-la-Ville
- Saulchoy-sous-Poix
- Lachapelle
- Poix-de-Picardie
- Blangy-sous-Poix
- Famechon